# 9708 Gouka
9708 Gouka è un asteroide della fascia principale. Scoperto nel 1977, presenta un'orbita caratterizzata da un semiasse maggiore pari a 2,6032923 UA e da un'eccentricità di 0,1750430, inclinata di 5,89763° rispetto all'eclittica.